# Estación Simbol
Simbol era una estación ferroviaria del departamento Silípica, en la provincia de Santiago del Estero, Argentina.
Se encuentra en la localidad de Simbol. Formaba parte de la red ferroviaria argentina, y del Ferrocarril General Belgrano.